# Girls Just Wanna Have Fun & Bohemian Rhapsody
Girls Just Wanna Have Fun & Bohemian Rhapsody är en EP av den amerikanska artisten Emilie Autumn från 2008. Liksom EP:n 4 o'Clock begränsades skivan till 3000 exemplar.

## Låtlista
| Nr | Titel                                                  | Originalartist | Längd |
| -- | ------------------------------------------------------ | -------------- | ----- |
| 1. | Girls Just Wanna Have Fun                              | Cyndi Lauper   | 4:18  |
| 2. | Bohemian Rhapsody                                      | Queen          | 5:33  |
| 3. | Girls Just Wanna Have Fun (Harpsichord Rendezvous)     | Cyndi Lauper   | 4:09  |
| 4. | Asleep (live)                                          | The Smiths     | 1:55  |
| 5. | Mad Girl (live)                                        | Emilie Autumn  | 4:15  |
| 6. | Girls Just Wanna Have Fun (Teatime Remix by EA)        | Cyndi Lauper   | 4:46  |
| 7. | Girls Just Wanna Have Fun (Asylum Remix by Inkydust)   | Cyndi Lauper   | 5:01  |
| 8. | Girls Just Wanna Have Fun (Bad Girl Remix by The Fire) | Cyndi Lauper   | 4:16  |
| 9. | Gentlemen Aren't Nice                                  | Emilie Autumn  | 2:42  |

## Medverkande
- Emilie Autumn – sång, fiol, piano, producent
- Lady Joo Hee – cello på "Girls Just Wanna Have Fun"
- Casey Mitchell – fotografi